# Agent Carter (1.ª temporada)
A primeira temporada da série de televisão, Agent Carter, que é inspirada no filme Capitão América: O Primeiro Vingador e no curta-metragem Marvel One-Shots de mesmo nome, apresenta a personagem da Marvel Comics, Peggy Carter, que precisa equilibrar o trabalho administrativo e realizar missões secretas para Howard Stark, enquanto tenta lidar com a vida como uma mulher solteira na América dos anos 40. É ambientado no Universo Cinematográfico Marvel (UCM), compartilhando a continuidade com os filmes da franquia, e foi produzido pela ABC Studios, Marvel Television e F&B Fazekas & Butters. Tara Butters, Michele Fazekas e Chris Dingess serviram como showrunners.
Hayley Atwell reprisa seu papel na série de filmes e no Curta-metragem como Peggy Carter, com James D'Arcy, Chad Michael Murray, Enver Gjokaj e Shea Whigham. Em maio de 2014, a ABC ignorou um piloto, ordenando um programa baseado no curta direto para a série por uma temporada de oito episódios. As filmagens ocorreram em Los Angeles, de setembro de 2014 a janeiro de 2015, e a Industrial Light & Magic forneceu efeitos visuais. A temporada introduz as origens de vários personagens e histórias dos filmes do UCM, enquanto outros personagens dos filmes e do Marvel One-Shots também aparecem.
A temporada, que foi ao ar na ABC de 6 de janeiro a 24 de fevereiro de 2015, durante 8 episódios, foi exibida durante o intervalo do meio da segunda temporada de Agents of S.H.I.E.L.D.. Apesar da queda constante da audiência, a resposta crítica a Agent Carter foi positiva, com muitos elogios ao desempenho de Hayley Atwell, ao tom e ao cenário da série, e à sua relativa separação do resto do UCM. A série foi renovada para uma segunda temporada em 7 de maio de 2015.

## Sinopse
Após retornar para América com o fim da Guerra, em 1946, Peggy Carter encontra-se trabalhando secretamente na Reserva Científica Estratégica (SSR em inglês, RCE em português), enquanto seus amigos pensam que ela é apenas uma simples telefonista. Quando Howard Stark é acusado de traição ao país por vender armas ilegalmente, ele secretamente pede ajuda a Peggy para provar sua inocência e limpar o seu nome. Com a ajuda do modormo de Stark, Edwin Jarvis, Peggy precisa balancear o trabalho administrativo e as missões secretas para o amigo, ao mesmo tempo em que leva uma vida solteira após perder o seu amor.

## Elenco

### Principal
| Ator/Atriz          | Personagem              | Temporadas |
| Ator/Atriz          | Personagem              | 1          |
| ------------------- | ----------------------- | ---------- |
| Hayley Atwell       | Peggy Carter            | Regular    |
| James D'Arcy        | Edwin Jarvis            | Regular    |
| Chad Michael Murray | Jack Thompson           | Regular    |
| Enver Gjokaj        | Daniel Sousa            | Regular    |
| Shea Whigham        | Roger Dooley            | Regular    |
| Dominic Cooper      | Howard Stark            | Recorrente |
| Lyndsy Fonseca      | Angie Martinelli        | Recorrente |
| Kyle Bornheimer     | Ray Krzeminski          | Recorrente |
| Meagen Fay          | Miriam Fry              | Recorrente |
| Bridget Regan       | Dottie Underwood        | Recorrente |
| Ralph Brown         | Johann Fennhoff         | Recorrente |
| Costa Ronin         | Anton Vanko             | Convidado  |
| Neal McDonough      | Timothy "Dum Dum" Dugan | Convidado  |
| Toby Jones          | Arnim Zola              | Convidado  |

## Primeira Temporada
| Episódio série # | Episódio # | Título                                         | Dirigido por        | Escrito por                          | Exibição                | Audiência em milhões (EUA) |
| --- | ---------- | ---------------------------------------------- | ------------------- | ------------------------------------ | ----------------------- | -------------------------- |
| 1 | 1          | "Now is Not the End" "(Agora Não é o Fim)"     | Louis D'Esposito    | Christopher Markus & Stephen McFeely | 6 de janeiro de 2015    | 6.91                       |
| Em 1946, Peggy Carter, de luto pela, aparente, morte de Steve Rogers, volta a trabalhar para a Reserva Científica Estratégica (RCE) na cidade de Nova York, após o fim da Segunda Guerra Mundial. A RCE investiga Howard Stark por, aparentemente, vender armas para inimigos dos Estados Unidos. Stark, secretamente, entra em contato com Peggy e pede que ela o ajude a limpar seu nome. Antes de deixar o país, ele conta a ela sobre sua fórmula para o nitrameno molecular que será vendida em um clube. Infiltrando-se no clube disfarçada, Peggy descobre que a fórmula foi transformada em arma. Ela mostra uma dessas bombas de nitrameno ao cientista das Indústrias Stark, Anton Vanko, que deduz que veio de uma refinaria de petróleo da Roxxon. Peggy, junto com o mordomo de Stark, Edwin Jarvis, investiga a refinaria e encontra Leet Brannis, que, aparentemente, trabalha para uma organização chamada Leviatã, e foge com um caminhão cheio de armas de nitrameno. Antes de partir, Brannis solta uma bomba de nitrameno e, quando Carter e Jarvis escapam, ela destrói o prédio inteiro. |            |                                                |                     |                                      |                         |                            |
| 2 | 2          | "Bridge and Tunnel" "(Ponte e Túnel)"          | Joseph V. Russo     | Eric Pearson                         | 6 de janeiro de 2015    | 6.91                       |
| Peggy se disfarça novamente para procurar o caminhão com as armas e encontra o endereço do motorista do caminhão. Os agentes da RCE interrogam Miles Van Ert, o cientista da Roxxon que fabricou as armas, e descobrem o endereço também. Peggy e Jarvis chegam na casa primeiro e encontram Brannis, a quem eles forçam a ir com eles. Os três são atacados por Sasha Demidov, que trabalha para o Leviathan, uma organização que agora parece que Brannis traiu. Peggy luta com Demidov, mas ela ainda consegue ferir mortalmente Brannis. Saltando para a segurança com Peggy e Brannis, Jarvis força o caminhão a cair de um penhasco com Demidov, e as armas dentro implodem. Antes de morrer, Brannis desenha um símbolo na terra. Os agentes da RCE, Roger Dooley, Jack Thompson e Daniel Sousa chegam mais tarde para encontrar o corpo de Brannis, as pegadas de uma mulher e uma chave de hotel (pertencente a Demidov). Enquanto isso, o agente Ray Krzemenski, vasculhando os restos da refinaria da Roxxon, encontra a placa do carro de Stark que Jarvis e Carter usaram para fugir.             |            |                                                |                     |                                      |                         |                            |
| 3 | 3          | "Time and Tide" "(Tempo e Maré)"               | Scott Winant        | Andi Bushell                         | 13 de janeiro de 2015   | 5.10                       |
| Dooley e Krzeminski investigam o quarto de hotel de Demidov e descobrem uma máquina de escrever. Thompson e Sousa levam Jarvis para interrogatório, e Thompson o ameaça de revelar uma antiga acusação de traição ao escritório de imigração. Peggy, fingindo ignorância, prejudica o interrogatório para tirar Jarvis e recebe uma severa repreensão de Dooley. Peggy e Jarvis seguem o sistema de esgoto abaixo do cofre de Stark, através do qual Brannis levou a tecnologia roubada para as docas, onde encontram as armas a bordo do Heartbreak (um navio com o símbolo de Brannis). Jarvis anonimamente dá a localização da RCE, enquanto Peggy luta contra um guarda que estava trabalhando com Brannis. Peggy e Jarvis são forçados a deixá-lo para trás quando a RCE chega. Enquanto é transportado de volta à sede da RCE por Krzeminski, o guarda está prestes a identificar Peggy como a mulher que interfere na investigação de Stark, quando um assassino não identificado mata os dois. |            |                                                |                     |                                      |                         |                            |
| 4 | 4          | "The Blitzkrieg Button" "(O Botão Blitzkrieg)" | Stephen Cragg       | Brant Englestein                     | 27 de janeiro de 2015   | 4.63                       |
| Depois de saber que Brannis e Demidov deveriam ter morrido durante a Batalha de Finow, Dooley viaja para a Alemanha para falar com o coronel nazista que liderou as forças opostas, e embora ele não saiba como Brannis e Demidov sobreviveram, Dooley descobre que suas forças soviéticas foram aparentemente massacradas antes da chegada dos nazistas. Com o único trabalho de coletar pedidos de almoço, Peggy se encontra com Stark, que retornou secretamente após a descoberta de sua tecnologia. Olhando para as fotografias que Peggy tirou das armas, ele identifica uma delas como o "Botão Blitzkrieg", que, segundo ele, pode causar um apagão permanente em toda a cidade. No entanto, Peggy, desconfiada, abre o dispositivo e encontra um frasco de sangue de Steve Rogers. Com raiva de Stark por mentir para ela, ela esconde o frasco. O criminoso que transportou Stark clandestinamente para Nova York, mas foi enganado por Peggy e Jarvis, segue Peggy de volta ao apartamento dela, mas ele é morto por sua nova vizinha, Dottie Underwood.                                            |            |                                                |                     |                                      |                         |                            |
| 5 | 5          | "The Iron Ceiling" "(O Teto de Ferro)"         | Peter Leto          | Jose Molina                          | 3 de fevereiro de 2015  | 4.20                       |
| Peggy descriptografa uma mensagem codificada, recebida do Leviatã pela máquina de escrever de Demidov, para a RCE, aprendendo que Stark estará vendendo armas para o Leviatã em um complexo militar soviético. Thompson é enviado para parar a venda e prender Stark, e é forçado a levar Carter quando ela pede a ajuda de seus camaradas de guerra, o Comando Selvagem. Eles descobrem que as meninas são treinadas no complexo para se infiltrar nos EUA como agentes adormecidas, e percebem que caíram em uma armadilha quando uma garota mata Júnior Juniper. Os soldados soviéticos atacam a equipe e Thompson congela durante a ação, mas Peggy garante que eles escapem, junto com o psiquiatra preso Dr. Ivchenko. Enquanto isso, Dottie, que na verdade é uma agente adormecida treinada naquele complexo, descobre as fotos das armas de Stark sob custódia da RCE ao procurar o apartamento de Peggy, enquanto Sousa percebe que Peggy é a mulher que tem interferido na investigação da RCE. |            |                                                |                     |                                      |                         |                            |
| 6 | 6          | "A Sin to Err" "(Um Pecado para Errar)"        | Stephen Williams    | Lindsey Allen                        | 10 de fevereiro de 2015 | 4.25                       |
| Peggy e Jarvis investigam as mulheres com as quais Stark esteve envolvido nos últimos seis meses, acreditando que uma mulher leviatã pode ter sido usada contra Stark e para matar Krzeminski, mas sua busca não tem êxito. Sousa revela a Dooley que Peggy é uma traidora aparente, e todos os agentes têm a tarefa de localizá-la. Eles acabam encurralando ela e Jarvis, mas Peggy luta com os agentes. Durante a comoção, o Dr. Ivchenko, que está trabalhando para o Leviatã, hipnotiza o agente Yauch, que revela que apenas Dooley pode acessar as armas de Stark. Yauch mostra a Ivchenko como sair da RCE, antes que Ivchenko o force a cometer suicídio. Carter recupera o sangue de Steve Rogers de seu apartamento. Enquanto ela tenta escapar do edifício, ela é nocauteada por Dottie, mas não antes de perceber que Dottie é a agente do Leviatã. Dottie está prestes a matar Peggy, quando Thompson e Sousa chegam. Ela se faz de boba, e os agentes prendem Peggy. |            |                                                |                     |                                      |                         |                            |
| 7 | 7          | "Snafu" "(Snafu)"                              | Vincent Misiano     | Chris Dingess                        | 17 de fevereiro de 2015 | 4.15                       |
| Enquanto Peggy resiste ao interrogatório na RCE, Jarvis aparece com uma falsa confissão assinada por Stark, prometendo rendição se Peggy for liberada. Carter vê Ivchenko se comunicando em código Morse com Dottie e revela a verdade sobre sua própria investigação aos colegas para ganhar a confiança deles. Ivchenko hipnotiza Dooley e o faz roubar uma das armas de Stark dos laboratórios da RCE: um cilindro de gás que Dottie e Ivchenko ativam em um cinema lotado antes de sair e trancar a porta. Os agentes encontram Dooley usando um colete experimental de Stark, dado a ele por Ivchenko, que Jarvis explica que explodirá sem nenhuma maneira de desativá-lo. Dooley pula pela janela momentos antes do dispositivo detonar, matando-o, mas salvando os outros. O gás no cinema faz com que muitos na platéia se tornem maníacos e se ataquem violentamente, e quando um funcionário chega, logo depois, todo o público está morto. |            |                                                |                     |                                      |                         |                            |
| 8 | 8          | "Valediction" "(Despedida)"                    | Christopher Misiano | Michele Fazekas & Tara Butters       | 24 de fevereiro de 2015 | 4.02                       |
| A RCE descobre o cilindro de gás no cinema e percebe que Ivchenko, possivelmente, planeja transformar toda Nova York. Stark retorna e explica que ele havia desenvolvido o gás, chamado "Midnight Oil", para dar, aos soldados americanos, resistência extra durante a guerra, mas isso causou psicose e os levou a se matarem. Durante a Segunda Guerra Mundial, os militares americanos roubaram o "Midnight Oil" e o usaram nos soviéticos em Finow. Stark acredita que Ivchenko - nome real Johann Fennhoff - culpa Stark pelo massacre que se seguiu e permite que a RCE o use como isca para atrair o Leviatã. Esse plano dá errado quando Dottie distrai os agentes, enquanto Fennhoff seqüestra Stark e usa a hipnose para convencê-lo a deixar o gás na Times Square. No hangar secreto de Stark, Sousa prende Fennhoff, enquanto Peggy derrota Dottie (que escapa) e convence Stark a não deixar o gás cair na cidade. Peggy descarta o sangue de Steve Rogers no rio, finalmente seguindo em frente com sua vida, enquanto Fennhoff é preso com o intrigante Arnim Zola.                            |            |                                                |                     |                                      |                         |                            |